# Анискинский сельский округ
Анискинский сельский округ — упразднённая административно-территориальная единица, существовавшая на территории Щёлковского района Московской области в 1994—2006 годах.
Анискинский сельсовет был образован в первые годы советской власти. По данным 1919 года он входил в состав Щёлковской волости Богородского уезда Московской губернии.
9 декабря 1921 года Щёлковская волость была передана в Московский уезд.
23 ноября 1925 года из Анискинского с/с был выделен Жарковский с/с.
В 1926 году Анискинский с/с включал посёлок Анискино и деревню Солнцево.
В 1929 году Анискинский с/с был отнесён к Щёлковскому району Московского округа Московской области. При этом к нему был присоединён Жарковский с/с.
23 февраля 1951 года населённый пункт Чкаловский, входивший в Анискинский с/с, получил статус рабочего посёлка и был выведен из состава Анискинского с/с.
14 июня 1954 года к Анискинскому с/с были присоединены Мизиновский и Улиткинский сельсоветы.
22 июня 1954 года из Анискинского с/с в Новский с/с было передано селение Камшиловка, а в административное подчинение р.п. Чкаловский — селение Солнецво.
3 июня 1959 года Щёлковский район был упразднён и Анискинский с/с отошёл к Балашихинскому району.
16 июля 1959 года из Анискинского с/с в Балобановский с/с Ногинского района было передано селение Громково.
28 июля 1960 года Анискинский с/с вернулся в восстановленный Щёлковский район.
30 сентября 1960 года в Анискинском с/с было образовано селение Юность.
1 февраля 1963 года Щёлковский район был упразднён и Анискинский с/с вошёл в Мытищинский сельский район. 11 января 1965 года Анискинский с/с был возвращён в восстановленный Щёлковский район.
21 июня 1968 года на территории Анискинского с/с был образован Звёздный городок, сразу же при этом выведенный из состава сельсовета и переданный в административное подчинение городу Щёлково.
3 июля 1974 года из Трубинского с/с в Анискинский были переданы селения Кармолино и Чернышевка.
3 февраля 1994 года Анискинский с/с был преобразован в Анискинский сельский округ.
5 мая 2004 года в Анискинском с/о посёлок больницы МИД СССР был включён в черту деревни Райки.
В ходе муниципальной реформы 2004—2005 годов Анискинский сельский округ прекратил своё существование как муниципальная единица. При этом все его населённые пункты были переданы в сельское поселение Анискинское.
29 ноября 2006 года Анискинский сельский округ исключён из учётных данных административно-территориальных и территориальных единиц Московской области.